# کالورتون (نیویورک)
کالورتون (به انگلیسی: Calverton) یک منطقهٔ مسکونی در ایالات متحده آمریکا است که در شهرستان سافک، نیویورک واقع شده‌است. کالورتون ۷۳٫۹ کیلومتر مربع مساحت و ۶٬۵۱۰ نفر جمعیت دارد و ۹ متر بالاتر از سطح دریا واقع شده‌است.